# Thái Cổ Phổ Ngu
Thái Cổ Phổ Ngu (ko. 태고보우 Taego Bou, zh. 太古普愚, ngày 23 tháng 10 năm 1301 – ngày 20 tháng 1 năm 1382) là một vị Thiền sư nổi danh của Phật giáo Triều Tiên. Cùng với Thiền sư Bạch Vân Cảnh Nhàn và Thiền sư Lãn Ông Huệ Cần, sư là người đầu tiên đem yếu chỉ và dòng truyền thừa của Lâm Tế tông vào Cao Ly. Bên cạnh đó, sư cũng được coi là đồng sáng lập của tông Tào Khê, người sáng lập ban đầu của tông này là Thiền sư Trí Nột. Phương pháp mà sư truyền bá mang đậm đặc trưng của Khán Thoại Thiền do Thiền sư Đại Huệ Tông Cảo đề xướng ở Trung Quốc vào thế kỷ 12.

## Cơ duyên và hành trạng
Sư họ Hồng, sinh ngày 21 tháng 9 năm Tân sửu (23/10/1301 theo Dương lịch), tức là năm thứ 27 đời Cao Ly Trung Liệt Vương, tại Hongju, tỉnh Chungcheongnam-do (nay là Hongseong, Chungcheongnam-do). Cha sư tên Hồng Diên (ko. 홍연, zh. 洪延), mẹ là Trịnh Thị (ko. 정씨, zh. 鄭氏).
Đến năm 12 tuổi, sư xuất gia tại chùa Cối Nham (ko. 회암사, zh. 檜巖寺) với Thiền sư Quảng Trí Trí Ấn (ko. 광지지인, zh. 廣智智印, 1102-1158). Sư bắt đầu tu Thiền vào năm 18 tuổi trên núi Ca Trí (zh. 迦智山) và được thầy giao cho câu thoại "Muôn pháp về một, một về chổ nào?" (萬法歸一 一歸何處) để tham cứu.
Năm 25 tuổi, sư thi đỗ kỳ thi Kinh Hoa Nghiêm của triều đình. Trong thời gian này, sư vừa hành tham thoại đầu vừa học các kinh luận Phật giáo.
Tuy nhiên sau đó vì thấy được điểm hạn chế của việc học kinh điển, sư dừng việc học kinh và chú tâm hoàn toàn vào việc tu Thiền. Sau bảy ngày chuyên tâm thực hành, sư khai ngộ lần đầu tại Cam Lộ Tự vào năm 1333. Một hôm, khi đọc Kinh Viên Giác tới câu "Nếu tất cả mọi thứ biến mất, không có gì rời đi", sư lại có tỉnh ngộ.
Năm 1334, sư tham cứu công án Vô. Sư trở về quê nhà và tiếp tục nỗ lực tham công án này. Nhân đọc tập sách về 1700 công án của Thiền Tông, sư thấu triệt mối nghi tình mà mình đã tham cứu suốt 20 năm và được đại ngộ triệt để.
Sau khi đạt đạo, sư hành cước đến Trung Quốc vào năm 45 tuổi. Một năm sau sư gặp được vị Thiền sư nổi tiếng của tông Lâm Tế là Thạch Ốc Thanh Củng (zh. Shiyu Qinggong). Qua trắc nghiệm, sư được Thiền sư Thanh Củng ấn khả và tiếp nhận mạch truyền thừa của tông Lâm Tế vào Hải Đông. Sư vừa kế thừa truyền thừa của phái Ca Trí Sơn thuộc Cửu Sơn Thiền Môn, vừa kế thừa và truyền bá tông Lâm Tế sang Cao Ly.
Sau khi thuyết pháp theo yêu cầu của vua nhà Nguyên, sư trở lại Cao Ly vào năm 1348 và trở thành một vị Thiền sư nổi danh, từng được mời làm Vương sư và Quốc sư.
Sư nổi danh với việc hợp nhất của 9 trường phái Thiền bản địa  (Cửu Sơn Thiền Môn) thành Tào Khê tông tại Quảng Minh Tự (ko. 광명사, zh. 廣明寺) và góp phần giải quyết các vấn đề bất đồng, mâu thuẫn đã có từ trước giữa trong các tông phái Phật giáo Cao Ly.
Sau sư đến trụ trì và hoằng hóa tại Trùng Hưng Tự ở Tam Giác Sơn và cất một cái am để ẩn cư ở phía Đông của ngôi chùa, và gọi tên là Thái Cổ. Tại đây sư viết tập Ca Nhất Thiên (ko. Kailp'yŏn, zh. 歌一篇) và sau đó là Sơn Trung Tự Lạc Ca (ko. Sanjungjallakka, zh. 山中自樂歌).
Vào ngày 17 tháng 12 năm Nhâm Tuất (20/01/1382 Dương lịch), sư an nhiên thị tịch tại Tiểu Tuyết Sơn, thọ 82 tuổi, pháp lạp 69 năm, tháp hiệu Bảo Nguyệt Thăng Không. Bài kệ thị tịch là:
Hán văn
人生命若水泡空
八十餘年春夢中
臨終如今放皮?
一輪紅日下西峰
Phiên âm
Nhân sinh mệnh nhược thủy bào không,
Bát thập dư niên xuân mộng trung,
Lâm chung như kim phóng bì?
Nhất luân hồng nhật hạ tây phong.
Dịch nghĩa
Mạng sống như là bóng bọt thôi,
Hơn tám mươi năm giấc mộng đời;
Nay bỏ thân này như chiếc áo,
Vầng nhật trời tây khuất núi đồi.
Sư có hơn 1000 đệ tử, nổi danh nhất là các vị Thiền sư như: Huyễn Am Cổn Tu (ko. Hwanam Honsu, 1320-1392),  Xán Anh Mộc Am (ko. 찬영목암, 1328-1390), Vô Học Tự Siêu (ko. 무학자초, 1327-1405).

## Tác phẩm
Các tác phẩm do sư để lại bao gồm:
- Thái Cổ Hòa Thượng Ngữ Lục (ko. 태고화상어록, zh. 太古和尙語錄),
- Thái Cổ Di Âm (ko. 태고유음, zh. 太古遺音),
- Thái Cổ Am Ca (ko. 태고암가, zh. 太古庵歌),
- Ca Nhất Thiên (ko. 가일 천, zh. 歌一篇)
- Sơn Trung Tự Lạc Ca (ko. 산중자락가, zh. 山中自樂歌)
- Lâm Tế Thái Cổ Pháp Thống (ko. 임제태고법통, zh. 臨濟太古法統),
- Lâm Tế Thái Cổ Pháp Thống Thuyết (ko. 임제 태고 법통설, zh. 臨濟太古法統說),
- Thái Cổ Pháp Thống Thuyết (ko. 태고법통설, zh. 太古法統說),
- Hải Đông Thiền Phái Chính Truyền Đồ (ko. 해동선파정전도, zh. 海東禪派正傳圖),
- Tây Thành Trung Hoa Hải Đông Phật Tổ Nguyên Lưu (ko. 서역중화해동불조원류, zh. 西域中華海東佛祖源流).